# Miguel Panareto
Miguel Panareto (en griego: Μιχαήλ Πανάρετος; 1320-c. 1390) fue un cronista del Imperio de Trebisonda de Alejo I Comneno y sus sucesores desde 1204 hasta 1426. Panareto fue un protosebasto y protonotarios al servicio de Alejo III Comneno. Su crónica, la única fuente directa sobre Trebisonda y la historia de este imperio medieval, era casi desconocido hasta su descubrimiento por Jakob Philipp Fallmerayer entre los papeles del cardenal Besarión en el siglo XIX. La crónica también contiene mucho material valioso en la historia temprana de los turcos otomanos, aunque, naturalmente, escrito desde una perspectiva bizantina.